# Rhysodesmus inustus
Rhysodesmus inustus är en mångfotingart som beskrevs av Pocock 1910. Rhysodesmus inustus ingår i släktet Rhysodesmus och familjen Xystodesmidae. Inga underarter finns listade i Catalogue of Life.